# Nacimiento virginal de Jesús

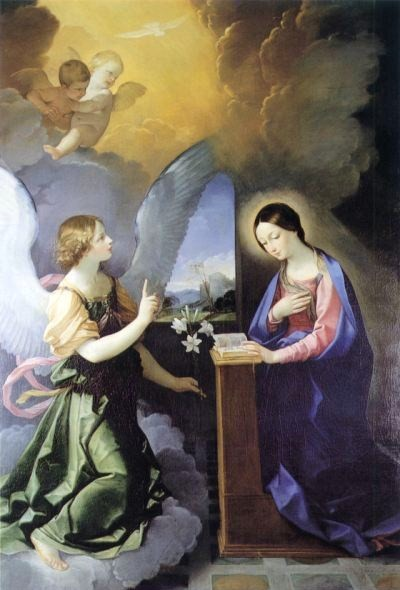
La Anunciación representada por Guido Reni, 1621

La doctrina del nacimiento virginal es la doctrina cristiana y musulmana (Véase, Jesús en el islam) de que Jesús de Nazaret nació de una virgen, María. También incluye el entendimiento de que su esposo, José, no tuvo relaciones con ella durante el embarazo.
Las referencias en el Nuevo Testamento son Mateo 1:18-25 y Lucas 1:26-38. Los cristianos creen que cumple el mensaje profético contenido en Isaías 7:14. No está expresamente mencionado en ninguna otra parte de las escrituras cristianas, y "el consenso académico moderno es que la doctrina del nacimiento virginal descansa en un fundamento histórico bastante débil."
El nacimiento virginal fue aceptado universalmente en la Iglesia Cristiana hacia el siglo II y, a excepción de algunas sectas menores, no fue desafiado seriamente hasta el siglo XVIII. A pesar de eso, existe oposición desde el ebionismo con el nacimento del psilantropismo. Está incorporado en las creencias de lo que la mayoría de los cristianos consideran normativo, como el Credo de Nicea ("encarnado de la Virgen María") y el Credo de los Apóstoles ("nacido de la Virgen María"), y es un artículo básico de fe en las creencias de católicos, ortodoxos y de la mayoría de las iglesias protestantes. Los musulmanes también aceptan el nacimiento virginal de Jesús.
Esto se diferencia de la doctrina de la inmaculada concepción, que se refiere a la concepción de la propia María.

## Referencias del Nuevo Testamento

La Anunciación, por Fra Angelico

## Celebraciones y devociones cristianas

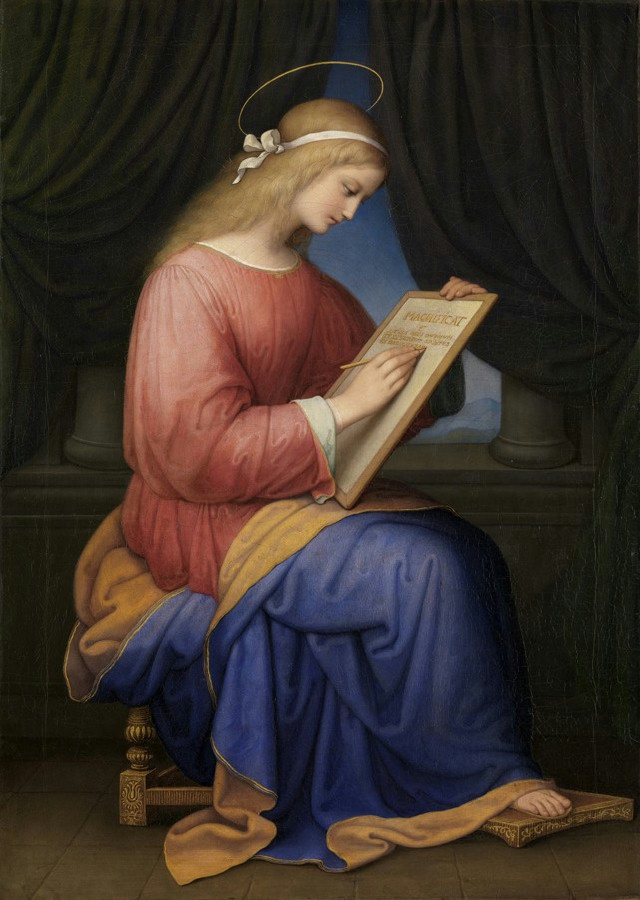
María escribiendo el Magnificat, por Marie Ellenrieder, 1833

### Galería de arte

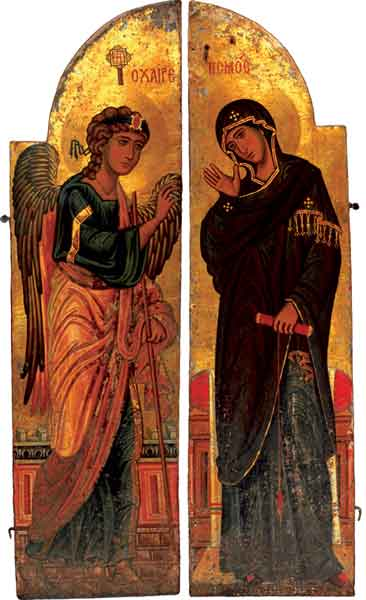
Puertas Santas, Monasterio de Santa Catalina del Monte Sinaí en Egipto, siglo XII.
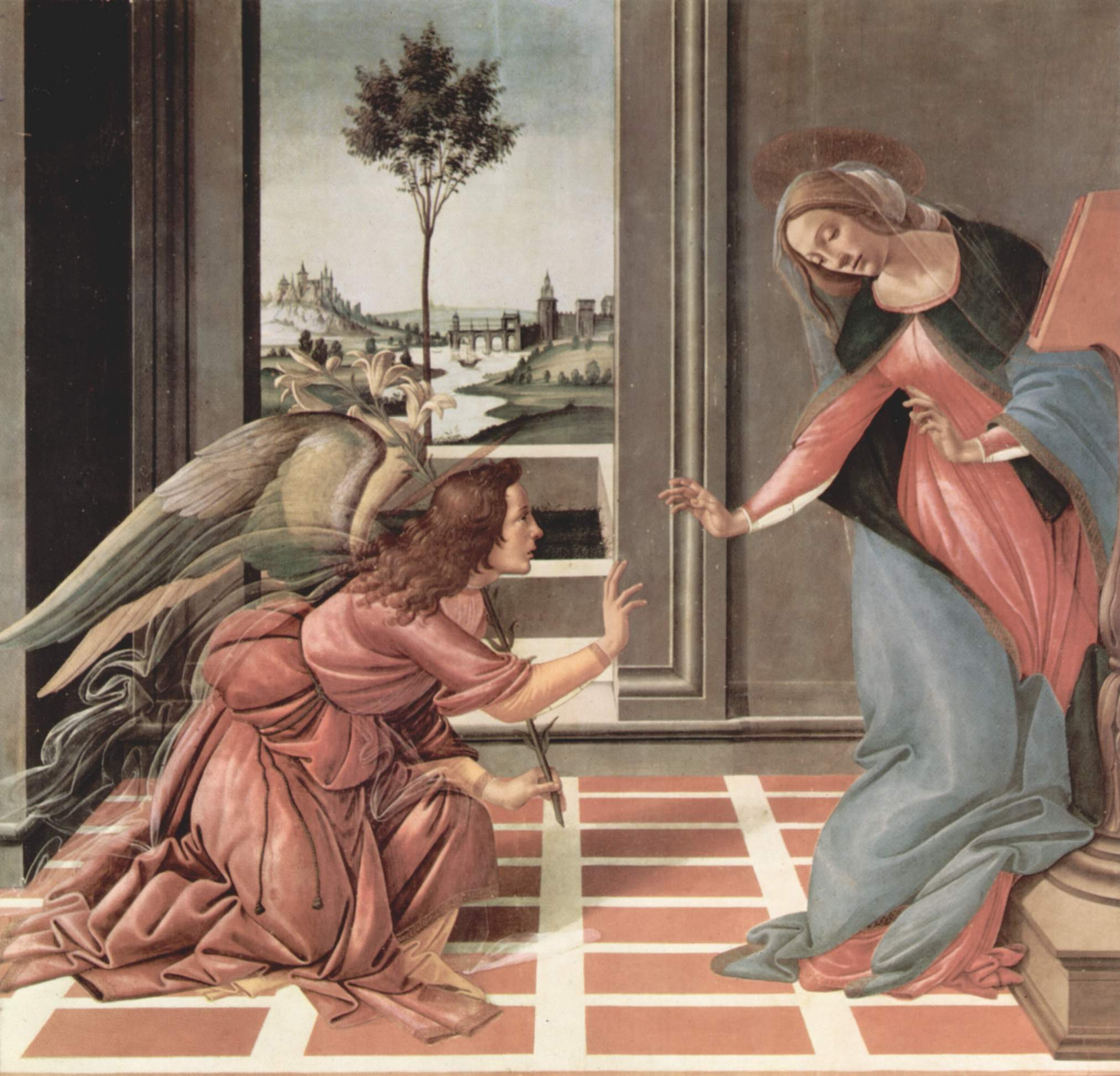
Sandro Botticelli (1489–90).
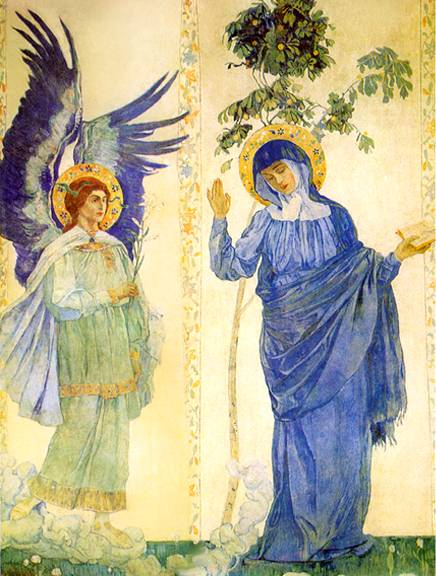
Mikhail Nesterov, Rusia, siglo XIX.
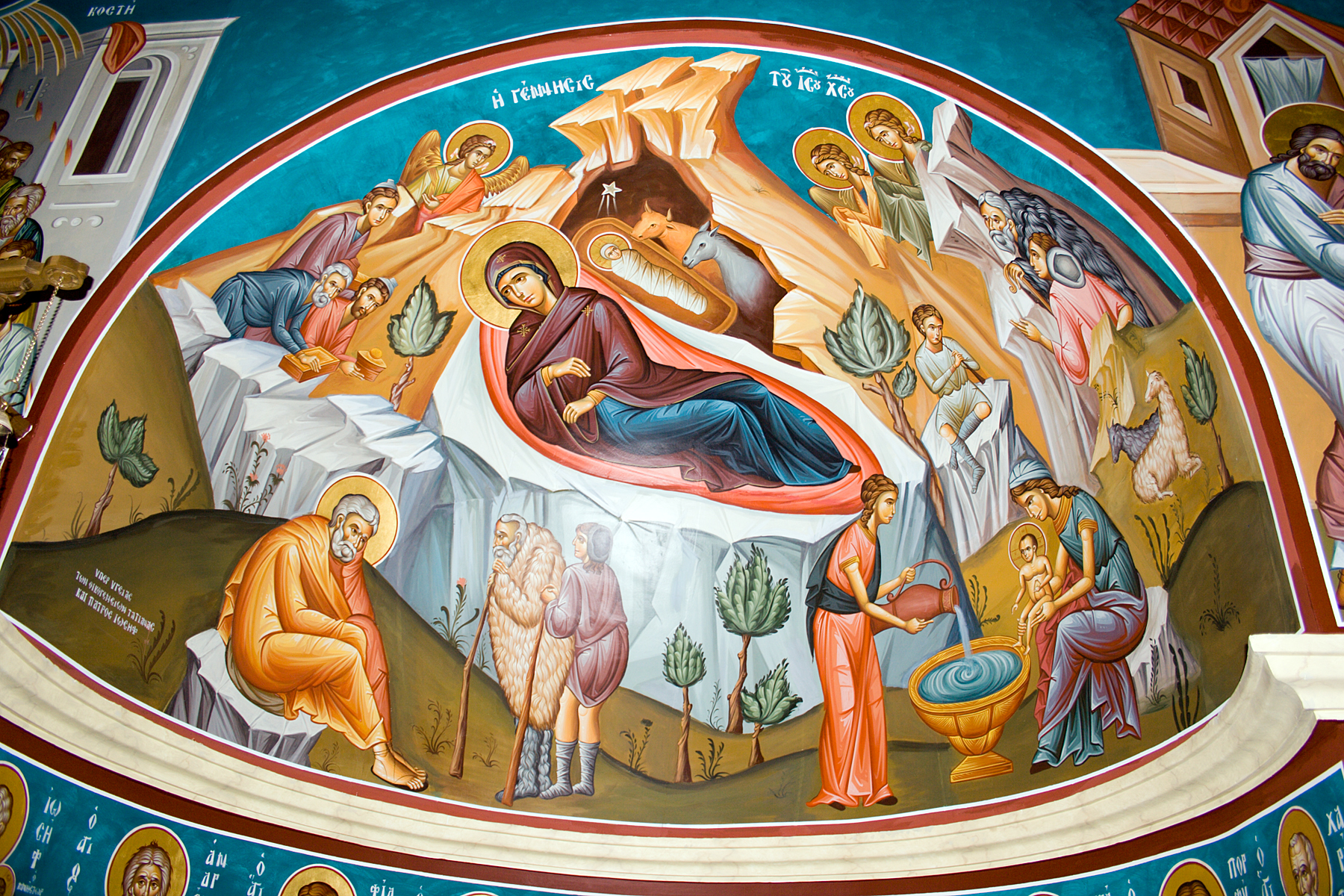
La representación de la Natividad ortodoxa oriental ha cambiado poco en más de un milenio.
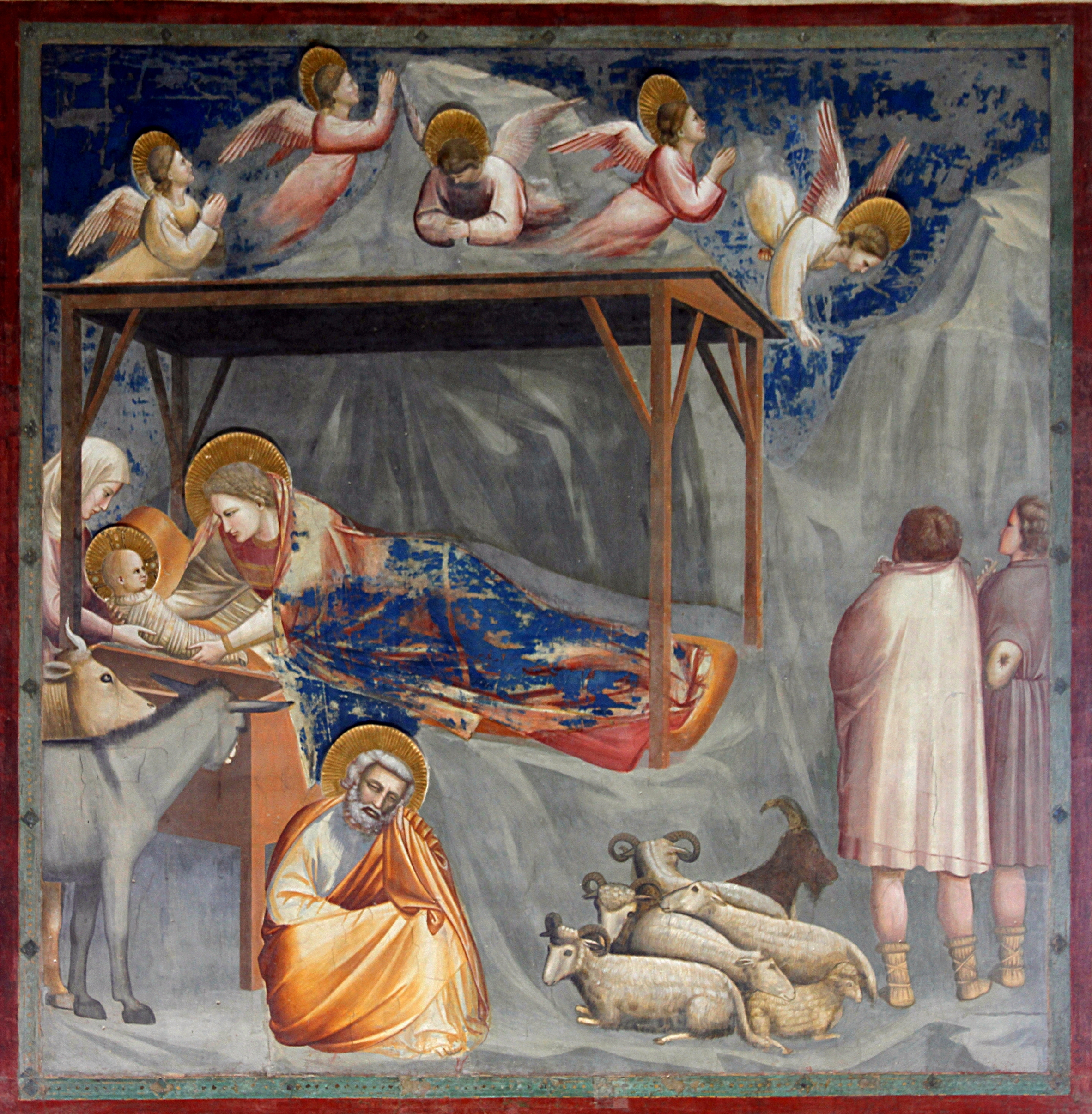
Giotto (1267–1337): Natividad con José no involucrado pero sin Salomé.
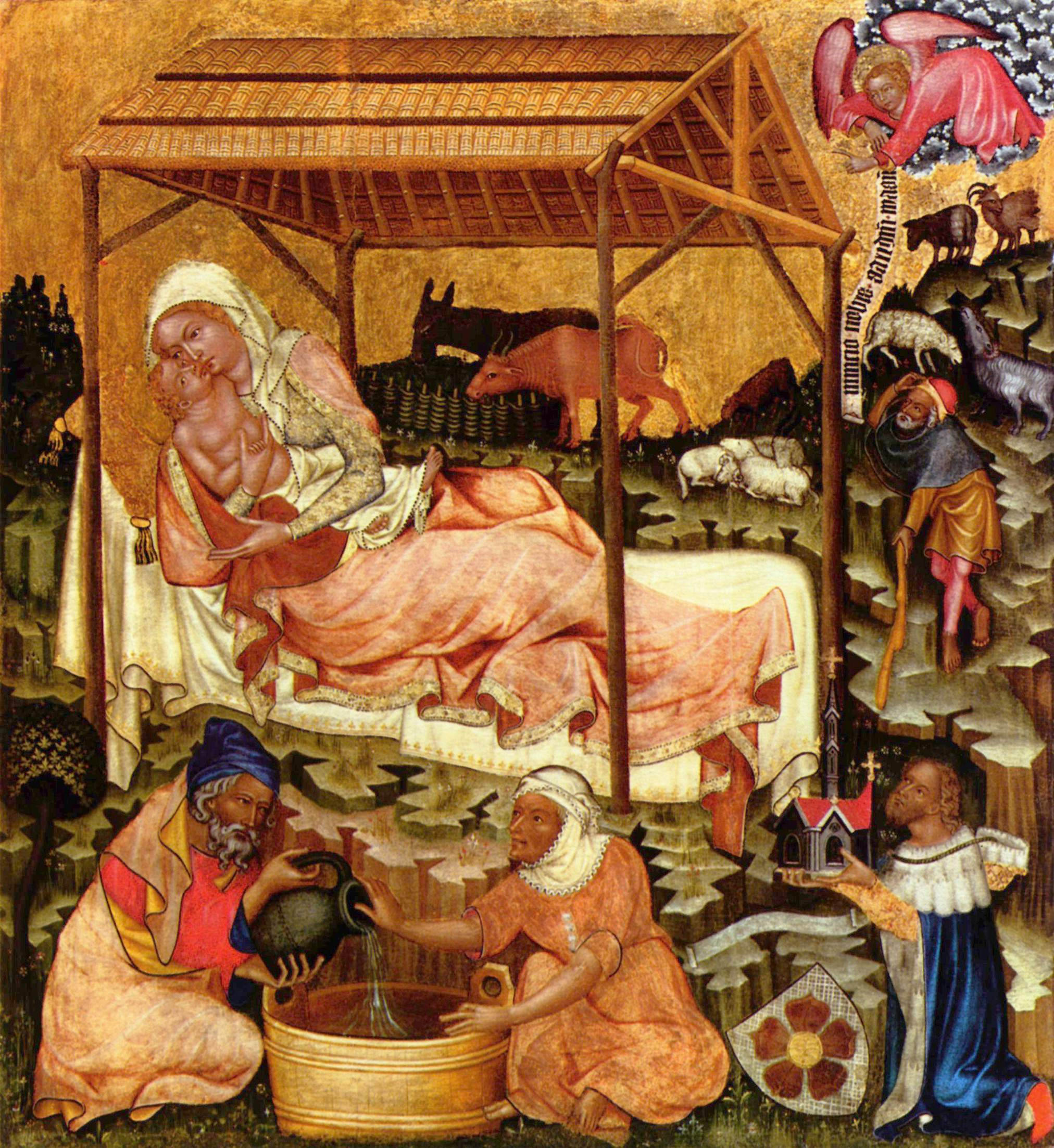
Miniatura medieval de la Natividad, c. 1350